# 比特维莱尔
比特维莱尔（法語：Buethwiller，法語發音：[bytvilɛʁ] ⓘ）是法国上莱茵省的一个市镇，属于阿尔特基什区。

## 地理
比特维莱尔（47°39'23"N, 7°8'58"E）面积3.84 平方千米，位于法国大東部大區上莱茵省，该省份为法国东部内陆省份，是阿尔萨斯的一部分，今与下莱茵省组成了阿尔萨斯欧洲集体，其北临下莱茵省，西接孚日省，西南接贝尔福地区省，东侧沿莱茵河与德国相望，南与瑞士接壤。
与比特维莱尔接壤的市镇（或旧市镇、城区）包括：法尔克维莱尔、戈默斯多夫、阿根巴克、巴尔什维莱尔、沃尔弗斯多夫。
比特维莱尔的时区为UTC+01:00、UTC+02:00（夏令时）。

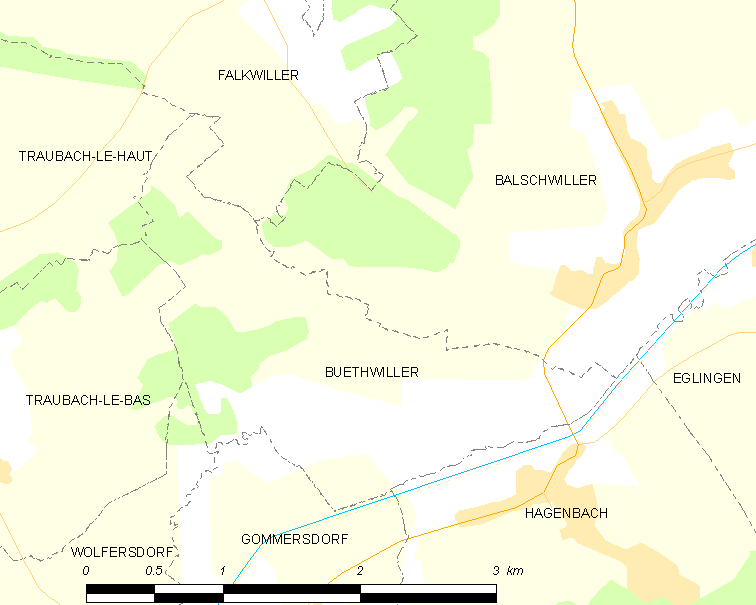
比特维莱尔的OSM定位图

## 行政
比特维莱尔的邮政编码为68210，INSEE市镇编码为68057。

## 政治
比特维莱尔所属的省级选区为马斯沃-尼德布吕克县。

## 人口

1962-2008年间比特维莱尔人口变化图示

比特维莱尔于2022年1月1日时的人口数量为244人。